# Dornmühlenbach
Der Dornmühlenbach ist ein rechter Nebenfluss des Darmühlenbachs in Rödinghausen.
Der Dornmühlenbach hat eine Länge von 2,5 km und entspringt bei Ostkilver. Er mündet bei Darmühlenbach-Kilometer 5,3 in den Darmühlenbach. Die Mündungshöhe beträgt 73,3 m ü. NN. Der Dornmühlenbach entspringt auf rund 111 m ü. NN im Vossholz. Somit überwindet der Bach eine Höhendifferenz von 37,7 Metern.
Auf seinem Weg fließt der Bach und seine namenlosen Nebenläufe im Oberlauf durch das Vossholz, das einzig erhaltene naturbelassene Waldgebiet Rödinghausens.